# Canzoni d'amore (Biagio Antonacci)
Canzoni d'amore è un album raccolta di Biagio Antonacci, pubblicato nel 2010 dalla Universal Music.

## Tracce
1. Se io, se lei – 4:55
2. Iris (tra le tue poesie) – 4:01
3. Mi fai stare bene – 3:47
4. Le cose che hai amato di più – 4:17
5. Così presto no – 4:46
6. Quanto tempo e ancora – 4:00
7. Sei – 5:06
8. Danza sul mio petto – 4:59
9. Fiore – 5:07
10. Prima di tutto – 4:26
11. Ti ricordi perché – 4:06
12. In una stanza quasi rosa – 4:51
13. Orchidea – 3:49
14. Ci vediamo venerdì – 4:02
15. Non vendermi – 4:15
16. Cercasi disperatamente amore – 4:27